# Bisdom Ciudad Juárez
Het bisdom Ciudad Juárez (Latijn: Dioecesis Civitatis Iuarezensis) is een rooms-katholiek bisdom met als zetel Ciudad Juárez, in Mexico. Het bisdom is suffragaan aan het aartsbisdom Chihuahua. 

## Geschiedenis
Het bisdom werd opgericht op 10 april 1957, uit delen van het bisdom Chihuahua, en was suffragaan aan het aartsbisdom Durango. Op 22 november 1958 veranderde het van kerkprovincie en werd suffragaan aan het nieuw verheven aartsbisdom Chihuahua.

## Parochies
Het bisdom had in 2021 een oppervlakte van 29.639 km2 en telde 1.674.973 inwoners waarvan 79,5% rooms-katholiek was.

## Bisschoppen
- Manuel Talamás Camandari (21 mei 1957 - 11 juli 1992)
- Juan Sandoval Íñiguez (11 juli 1992 - 21 april 1994; coadjutor sinds 3 maart 1988)
- Renato Ascencio León (7 oktober 1994 - 20 december 2014)
- José Guadalupe Torres Campos (20 december 2014 - heden; hulpbisschop 10 december 2005 - 25 november 2008)

Chihuahua (aartsbisdom) · Ciudad Juárez · Cuauhtémoc-Madera · Nuevo Casas Grandes · Parral · Tarahumara